# Gémeaux (astrologie)
Pour les articles homonymes, voir Gémeaux (homonymie).
 (février 2021).
Améliorez-le ou discutez des points à vérifier. 
Le signe astrologique des Gémeaux, de symbole ♊︎, est lié aux personnes nées entre le 21 mai et le 21 juin,,, en astrologie tropicale. Il correspond pour celle-ci (la plus populaire en Occident) à un angle compris entre 60 et 90 degrés comptés sur l'écliptique (le cercle des signes du zodiaque) à partir du point vernal. Il est associé à la constellation du même nom en astrologie sidérale.

## Origine, mythologie
« Gémeau » est l'ancienne forme française de « jumeau ».
Chez les Mésopotamiens, la constellation des Gémeaux se nomme les Jumeaux.
Connue des anciens Égyptiens, c'est l'une des 48 constellations identifiées par Claude Ptolémée dans son Almageste.
Les jumeaux divins appartiennent à la tradition indo-européenne :
- Lugal-irra et Meslamta-ea, « les Grands Jumeaux » mésopotamien ;
- Castor et Pollux (nés tous deux de Léda, le premier  de Tyndare comme Clytemnestre, le second de Zeus[8] comme Hélène), chez les Grecs ;
- Romulus et Rémus des Romains ;
- Paliques des Siciliens[9] ;
- Ašvieniai des Lituaniens ; Dieva dēli (en) des Lettons ; Ashvins des Hindous.

## Astrologie

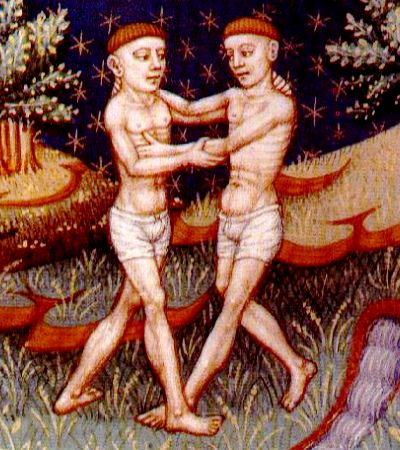
La représentation des Gémeaux.

Les Gémeaux sont un signe mutable lié à l'élément classique d'air, principe de communication qu'ils partagent avec la Balance et le Verseau. Avec la Balance et les Poissons, c'est aussi l'un des trois signes « doubles » ou « miroir ».
La planète maîtresse du signe est Mercure.
Dans son Tetrabiblos, Claude Ptolémée rejette les décans, dont les maîtres nous sont toutefois connus par Teukros (Ier siècle apr. J.-C.) : le 1er décan des  Gémeaux est gouverné par Jupiter, le 2e par Mars et le 3e par le Soleil.
Son signe opposé et complémentaire est le Sagittaire.
Selon André Barbault, le natif des Gémeaux « joue sa vie ou vit son jeu ».
Xavier Abert déclare: « leur facilité de contact et de communication a l'avantage de poser en principe: "Je ne sais pas ce qui est vrai" ». Selon André Barbault, les natifs des Gémeaux auraient tendance à ne pas prendre les choses au sérieux et à ne pas se prendre au sérieux.
Gustave Lambert Brahy synthétise le signe des Gémeaux par trois mots: distribution (c'est lui qui le met en italique), compréhension, adaptation.
Doté d'une grande curiosité intellectuelle, ce serait un signe « cérébral ». Le revers de la médaille de sa multiplicité de centres d'intérêt serait un côté « inconstant » voire « superficiel ». Quant au pendant de son adaptabilité, ce serait une débrouillardise parfois trop détachée de la morale.
Avec la planète Jupiter en exil, « l'élan mystique est presque inexistant ».

## Illustrations

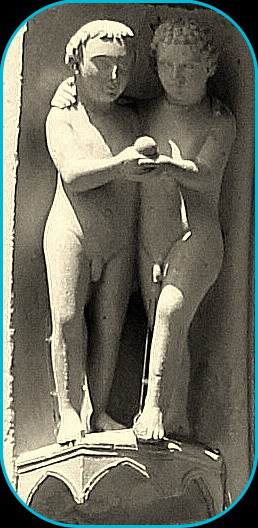
Portail nord de la cathédrale de Chartres.
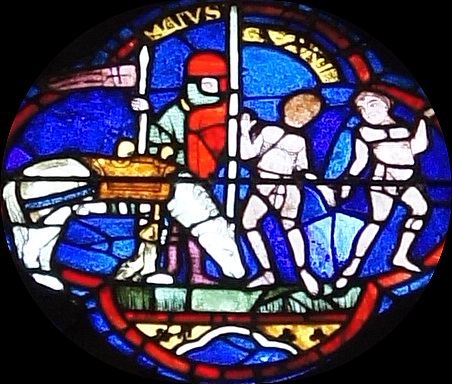
Vitrail sud de la cathédrale de Chartres.
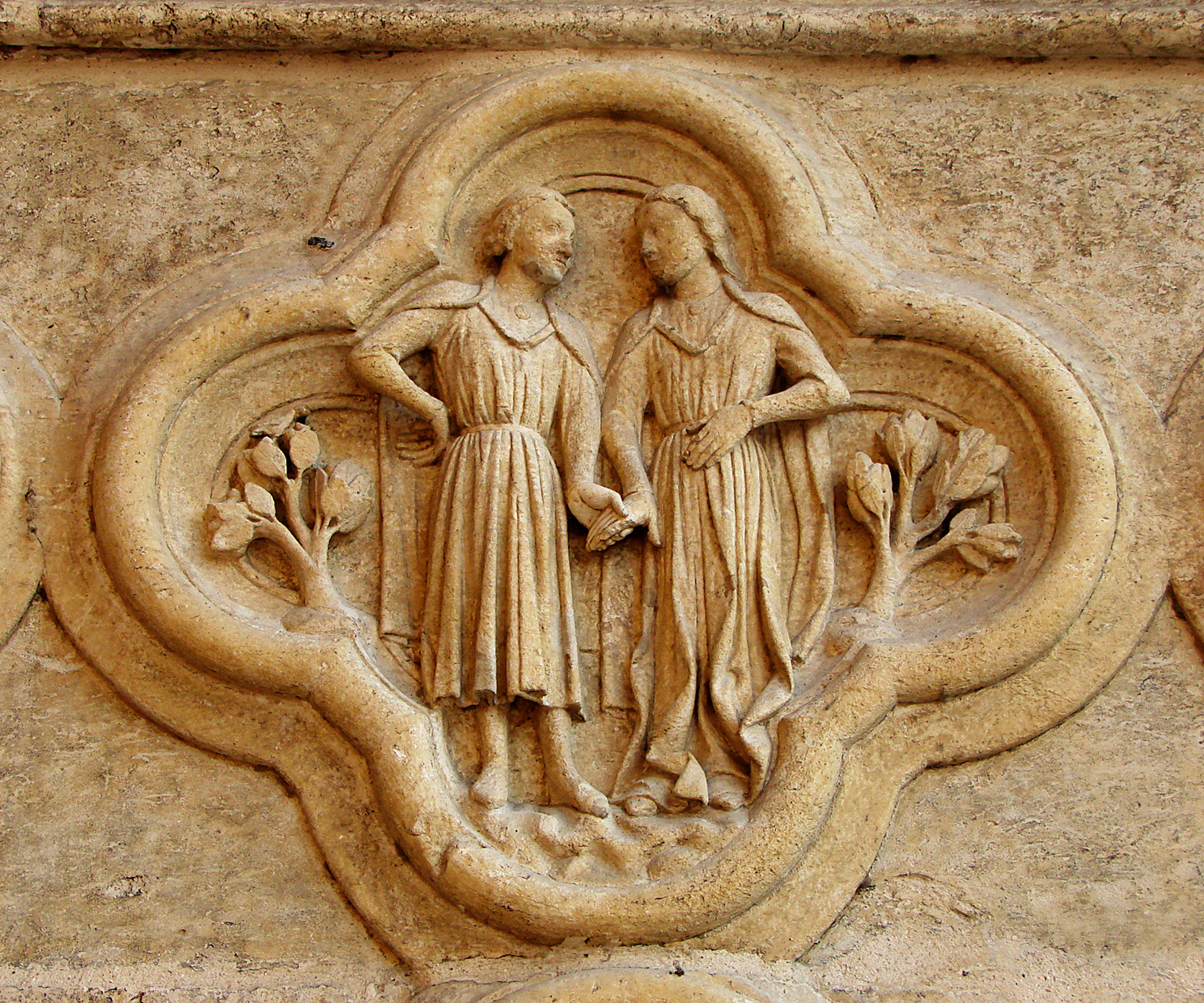
Les gémeaux : portail gauche de la façade de la cathédrale d'Amiens.